# Nephodia ochrea
Nephodia ochrea är en fjärilsart som beskrevs av W. Warren 1900. Nephodia ochrea ingår i släktet Nephodia och familjen mätare. Inga underarter finns listade i Catalogue of Life.